# When You Gonna Learn?
«When You Gonna Learn?» —en español: «¿Cuando vas a aprender?»— es el primer sencillo de la banda británica Jamiroquai grabada en 1992 cuando la banda recién se formaba, la canción dio a luz en 1993 con su primer disco, Emergency on Planet Earth.
La letra de la canción hace pensar la situación que vivía, y sigue viviendo el planeta.

## Información del video
El video fue dirigido por Morgan Lawley y se lleva con la letra de la canción. Podemos ver a la banda tocando mientras salen imágenes de los que ocurre en el mundo como por ejemplo: niños desnutridos, el petróleo en el mar, etc.

## Versiones
La canción fue editada en dos versions: una con el instrumento que hacia única a la banda, el Digeridoo y otro sin el instrumento. En el recopilatorio High Times: Singles 1992-2006 sale la versión sin Digeridoo.

### Lista de canciones
CD sencillo (1992, Acid Jazz Records)
1. «When You Gonna Learn» (Digeridoo) – 3:47
2. «When You Gonna Learn» (Digeridon't) – 3:55
3. «When You Gonna Learn» (JK Extended Mix) – 6:20
4. «When You Gonna Learn» (Canté Hondo Mix) – 5:47
5. «When You Gonna Learn» (Original Demo) – 4:50
6. «When You Gonna Learn» (Canté Hondo Instrumental) – 5:47

CD sencillo (1993, Sony Soho Square)
1. «When You Gonna Learn» (Digeridoo) – 3:47
2. «Didgin' Out» (Live at the Milky Way, Amsterdam) – 3:27
3. «Too Young to Die» (Live at Leadmill, Sheffield) – 5:25
4. «When You Gonna Learn» (Canté Hondo Mix) – 5:47

## Posicionamiento en listas
| Lista (1993)                       | Mejor posición |
| ---------------------------------- | -------------- |
| Francia (SNEP)                     | 32             |
| Nueva Zelanda (Recorded Music NZ)  | 15             |
| Países Bajos (Mega Single Top 100) | 92             |
| Reino Unido (UK Singles Chart)     | 28             |